# فلاديسلاف تسيتلين
فلاديسلاف تسيتلين (بالإنجليزية: Vladislav Tseytlin)‏ هو حكم كرة قدم أوزبكستاني من مواليد 23 أغسطس 1971. أصبح حكم معتمد لدى الفيفا في سنة 2002.